# القانون المصري رقم 102 لعام 1983
القانون المصري رقم 102 لعام 1983 هو قانون صدر في مصر عام 1983 لتنظيم المحميات الطبيعية. صدر هذا القانون بناءًا على مقترح من رئاسة الجمهورية بمصر في 18 يوليو (تموز) 1983، والموافق 9 شوال 1403 هـ مذيلًا بتوقيع الرئيس المصري الأسبق محمد حسني مبارك، ثُم صدَّق مجلسا الشعب والشورى المصريان في 31 يوليو (تموز) 1983، ونُشر في الجريدة الرسمية المصرية، ثُم دخل إلى حيز التنفيذ بعد ثلاثة أشهر من تاريخ نشره في الجريدة الرسمية.

## مواد القانون
تألف القانون المصري رقم 102 لعام 1983 من إحدى عشرة مادة على النحو التالي:

### المادة الأولى
تُعرّف المحمية الطبيعية وفقًا للمادة الأولى من القانون المصري رقم 102 لعام 1983 بأنها أي مساحة من الأرض، أو المياه الساحلية أو الداخلية، تتميز بوجود نباتات وحيوانات ومعالم طبيعية ذات قيمة ثقافية أو علمية أو سياحية أو جمالية. وتُحدد هذه المناطق بقرار من رئيس مجلس الوزراء المصري بناءً على توصية من جهاز شؤون البيئة المصري.

### المادة الثانية
تحظر المادة الثانية من القانون المصري رقم 102 لعام 1983 القيام بأي أفعال أو أنشطة أو تعهدات من شأنها تدمير أو تدهور البيئة الطبيعية أو الإضرار بالكائنات الحية (الأرضية أو البحرية أو المياه العذبة، أو الإخلال بالمعايير الجمالية داخل المناطق المحمية. وقد جرّمت هذه المادة على وجه الخصوص الأفعال والممارسات التالية:
- صيد أو نقل أو قتل أو إزعاج الحياة البرية.
- إتلاف أو إزالة أي كائنات حية أو معالم وموارد طبيعية، مثل الأصداف أو الشعاب المرجانية أو الصخور أو التربة لأي غرض من الأغراض.
- إتلاف أو إزالة النباتات من المناطق المحمية.
- إفساد أو تدمير التراكيب الجيولوجية وغيرها من المعالم الموجودة في المناطق التي تُشكل موائل طبيعية ومناطق تكاثر للنباتات والحيوانات.
- إدخال أنواع غريبة من الكائنات الحية إلى المنطقة المحمية.
- تلويث تربة أو مياه أو هواء المناطق المحمية بأي شكل من الأشكال.
- إقامة المباني والمنشآت، أو رصف الطرق، أو تسيير المركبات، أو ممارسة أي أنشطة زراعية أو صناعية أو تجارية في المناطق المحمية إلا بتصريح من الجهة الإدارية المختصة، وفي حدود الضوابط التي تتحدد بناءًا على قرار من رئيس مجلس الوزراء المصري.

### المادة الثالثة
نصت المادة الثالثة من القانون المصري رقم 102 لعام 1983 على حظر القيام بأي أنشطة أو تجارب في المناطق المحيطة بالمحميات المحددة، والتي من شأنها التأثير على بيئة المحميات وطبيعتها، إلا بموافقة الجهة الإدارية المختصة.

### المادة الرابعة
حددت المادة الرابعة من القانون المصري رقم 102 لعام 1983 الجهة الإدارية المسؤولة عن تنفيذ أحكام القانون والقرارات ذات الصلة بقرار منفصل يصدره رئيس مجلس الوزراء، بحيث تتولى هذه الجهة الإدارية، والتي تتمثل في جهاز شئون البيئة، إنشاء مكاتب إقليمية في المحافظات التي توجد بها محميات طبيعية، وتكون مسؤولة عن المهام التالية:
- إعداد وتنفيذ الدراسات والبرامج اللازمة لتطوير المحميات.
- مسح ورصد المعالم الطبيعية والحياة البرية داخل المحميات، وإنشاء سجلات لها.
- إدارة وتنسيق الأنشطة المتعلقة بالمحميات.
- إرشاد وتثقيف الجمهور حول الموارد الطبيعية داخل المحميات، وأهداف وأسباب إنشائها.
- تبادل المعلومات والخبرات المتعلقة بالمحميات ومواردها الطبيعية مع الدول الأخرى والمنظمات الدولية.
- إدارة الأموال والموارد التشغيلية المُحددة في المادة السادسة.

### المادة الخامسة
سمحت المادة الخامسة من القانون المصري رقم 102 لعام 1983 لجمعيات حماية البيئة المُنشأة وفقًا للتشريعات الوطنية بالاستعانة بالجهات الإدارية والقضائية المختصة لتنفيذ أحكام القوانين والقرارات المتعلقة بحماية الموارد الطبيعية للمحميات.

### المادة السادسة
نصت هذه المادة على أن يتم إنشاء صندوق خاص لجمع التبرعات والمنح ورسوم الدخول والغرامات الموقعة على مخالفي هذا القانون، واستخدام أموال الصندوق للأغراض التالية:
- تكملة ميزانية الجهة الإدارية المسؤولة عن تنفيذ أحكام القانون.
- تطوير المحميات.
- إجراء المسوحات والبحوث الميدانية على الموارد الطبيعية داخل المحميات.
- دفع المكافآت لمن يُقدم معلومات عن المخالفات أو يُلقي القبض على المخالفين لأحكام هذا القانون.

### المادة السابعة
حددت المادة السابعة من القانون المصري رقم 102 لعام 1983 مجموعة العقوبات المقررة بحق مخالفي القانون مع عدم الإخلال بأي عقوبة أشد ينص عليها قانون آخر، وقد نصت هذه المادة على أن يُعاقب بغرامة لا تقل عن خمسمائة جنيه مصري ولا تزيد على خمسة آلاف جنيه مصري، أو بالحبس مدة لا تزيد على سنة، كل من خالف أحكام المادتين الثانية والثالثة من القانون المصري رقم 102 لعام 1983 والقرارات التنفيذية الصادرة بمقتضاه. وفي حالة تكرار المخالفة، يُعاقب المخالف بغرامة لا تقل عن ثلاثة آلاف جنيه مصري ولا تزيد على عشرة آلاف جنيه مصري، أو بالحبس مدة لا تقل عن سنة. كما يتحمل المخالف، بالإضافة إلى ما سبق، دفع تكاليف الإزالة أو التعويضات التي تحددها الجهة الإدارية المختصة، ويجوز لممثلي الجهة الإدارية مصادرة المعدات أو الأسلحة أو الأدوات المستخدمة في ارتكاب المخالفة.

### المادة الثامنة
قضت هذه المادة من القانون المصري رقم 102 لعام 1983 بأن تُحصل الغرامات وتكاليف التعويضات إداريًا ودون تأخير.

### المادة التاسعة
نصت المادة التاسعة من القانون المصري رقم 102 لعام 1983 على أن يُعيّن الموظفون المختصون في الجهة الإدارية المختصة، المكلفون بتنفيذ هذا القانون والقرارات التنفيذية المرتبطة به، بقرار من وزير العدل المصري بعد التشاور مع الوزير المختص، وأن يُمنحوا صفة الضبطية القضائية في المخالفات المنصوص عليها في هذا القانون.

### المادة العاشرة
قضت المادة العاشرة من القانون المصري رقم 102 لعام 1983 بإلغاء كل حكم يخالف أحكام هذا القانون.

### المادة الخادية عشرة
نصت المادة الحادية عشرة من القانون المصري رقم 102 لعام 1983 على أن يدخل القانون غلى حيز التنفيذ وأن يُعمل به خلال ثلاثة أشهر من تاريخ نشر القانون في الجريدة الرسمية،

## التعديلات المقترحة
في يونيو (حزيران) 2025، اقترح أعضاء بمجلس الشيوخ المصري تعديل بعض مواد القانون المصري رقم 102 لعام 1983 وإضافة نصوص جديدة تنظم الاستخدام الآمن والمستدام للموارد الطبيعية داخل المحميات الطبيعية على نحو يحافظ على التنوع الحيوي الثري داخل بيئة المحمية، مع إضافة نصوص تنظم الأنشطة الاقتصادية المرتبطة بالمحميات، كالسياحة البيئية، وتضع الضوابط والاشتراطات واضحة لممارستها.